# Casa Vermelha
A Casa Vermelha é uma casa abastada que faz parte do património edificado em Vila Nova de Foz Côa. Está classificada como Imóvel de Interesse Municipal.
A sua designação escolhida deve-se ao facto de, desde sempre, esta casa ter tido uma cor avermelhada que a torna única e característica. Foi mandada construir nos anos 20 do século XX pelo avô dos actuais proprietários e nela têm vivido desde então as três gerações seguintes.
É, portanto, uma casa de família cheia de recordações de infância, de vivências, de afectos, de tempos felizes. A construção alia uma grande robustez (paredes de pedra) a um fino gosto. No interior foram utilizadas madeiras exóticas vindas do Brasil e no exterior é possível ver alguns frontões com painéis de azulejos.
Adaptada agora a novas funções, foi restaurada, havendo todo o cuidado na preservação da traça original e na introdução de novos elementos indispensáveis às comodidades modernas. Foi classificada como “Imóvel de Interesse Municipal” não só pelas suas características arquitectónicas que marcaram uma época mas também pelo “cunho” especial e notório que imprime na paisagem urbana de Vila Nova de Foz Côa.